# 子一
子一（天鸽座λ），又名CD-33 2599，HD 39764、SAO 196276、HR 2056，是天鸽座的一颗恒星，视星等为4.87，位于銀經239.36，銀緯-26.09，其B1900.0坐标为赤經5h 49m 29s，赤緯-33° -26.09′ 24″。